# 安江省
安江省（越南语：／）是越南湄公河三角洲的一個省，毗邻柬埔寨，省莅迪石市。

## 地理
安江省东接同塔省，北和西北接柬埔寨，南接芹苴市。湄公河流入安江省後分前江與後江。除西部之外地形平坦，小河渠道分布其中。得天獨厚的地理環境讓安江省成為米倉，亦成為該區的農業中心。

## 历史
1976年2月，朱笃省并入安江省，安江省下辖龙川市社、朱笃市社、周富县、週城縣、𢄂买县、惠德县、富洲县、富新县、静边县、知宗县2市社8县，省莅龙川市社。
1977年3月11日，惠德县并入週城縣，知宗县和静边县合并为七山县。
1979年8月23日，七山县分设为知宗县和静边县，週城縣析置瑞山县，週城縣部分区域划归周富县和龙川市社，周富县部分区域划归朱笃市社管辖。
1991年11月13日，富洲县分设为新洲县和安富县。
1994年11月12日，安江省和坚江省划定行政边界。
1999年3月1日，龙川市社改制为龙川市。
2009年4月14日，龙川市被评定为二级城市。
2009年8月24日，新洲县部分区域划归安富县和富新县管辖，富新县部分区域划归新洲县管辖；新洲县改制为新洲市社。
2013年7月19日，朱笃市社改制为朱笃市。
2015年4月15日，朱笃市被评定为二级城市。
2019年12月5日，新洲市社被评定为三级城市。
2023年2月13日，越南国会常务委员会通过决议，自2023年4月10日起，静边县改制为静边市社。
2025年7月1日和原堅江省合併，省會遷往迪石市。

## 行政区划
安江省下轄2市2市社7縣，省莅龍川市。
- 龍川市（Thành phố Long Xuyên）
- 朱篤市（Thành phố Châu Đốc）
- 新洲市社（Thị xã Tân Châu）
- 靜邊市社（Thị xã Tịnh Biên）
- 安富縣（Huyện An Phú）
- 周富縣（Huyện Châu Phú）
- 週城縣（Huyện Châu Thành）
- 𢄂买县（Huyện Chợ Mới）
- 富新縣（Huyện Phú Tân）
- 瑞山縣（Huyện Thoại Sơn）
- 知宗縣（Huyện Tri Tôn）

## 经济
絲綢製品相當有名。

## 外部連結
- 安江省电子信息门户网站 （页面存档备份，存于）（越南文）
- 安江电视台 （页面存档备份，存于）（越南文）